# شطيرة الدجاج

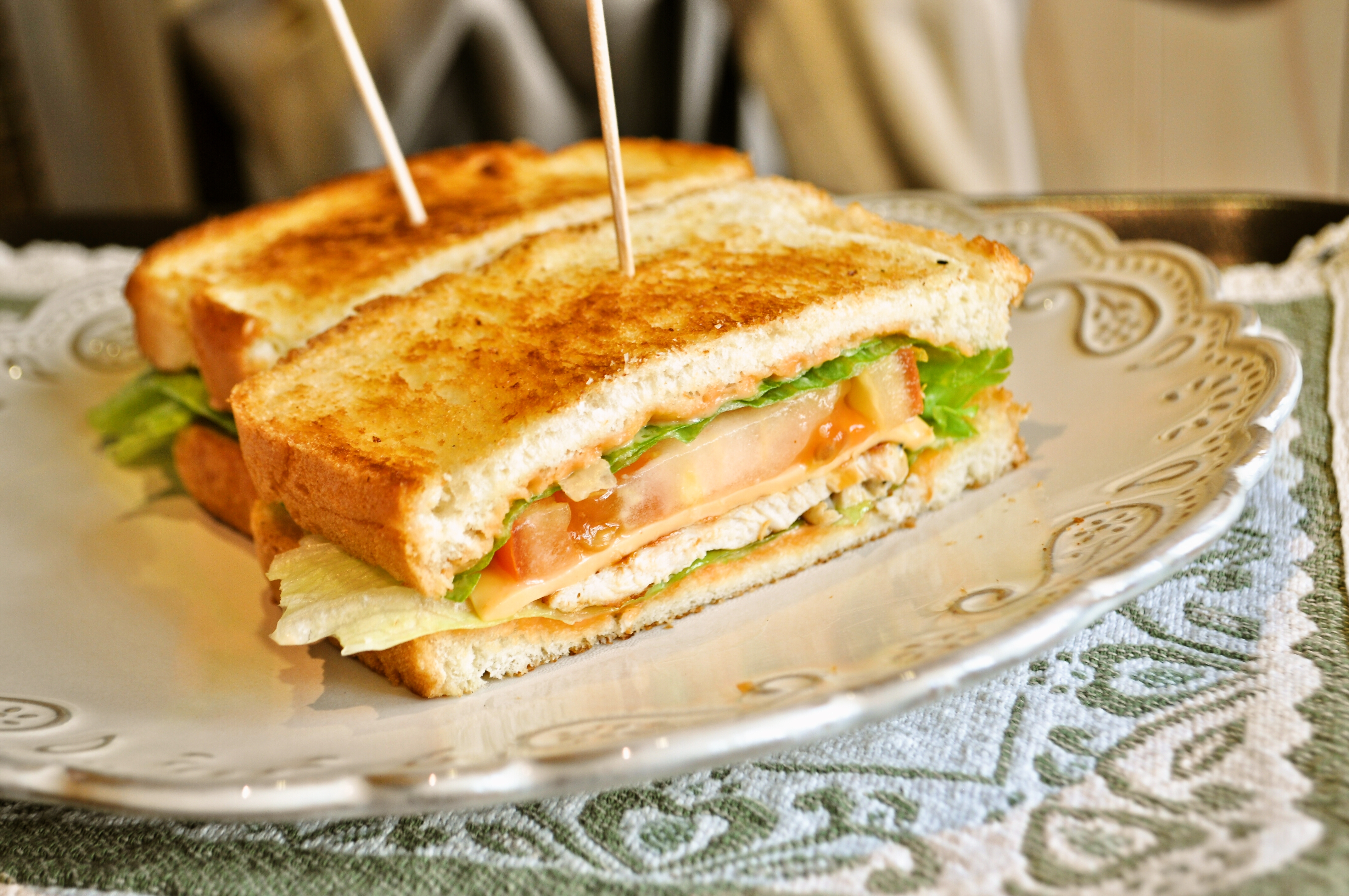
شطيرة الصدر دجاج

شطيرة الدجاج عادة ما تكون صدر دجاج خالي من العظم والجلد ويقدم مع الخبز أو قرص الخبز. في مناطق أخرى من العالم تعرف أيضا ببرجر الدجاج أو فطيرة الدجاج.

## المكون
تتكون الشطيرة عادة من فيلية دجاج أو فطيرة مع الأضافات والخبز ويمكن تحضير الدجاج مقليا قليا عميقا أو مشوي أو محمص مع الدجاج أو اللحم الداكن أو الأبيض. يمكن ان يستخدم الدجاج المقطع بشكل أو باخر مثلا في سلطة الدجاج وأيضا مع شطيرة الدجاج ويمكن تحضير (اللفائف) وهو نوع اخر من الشطيرة واستبداله برقاق الخبز. تمتاز الشطيرة مفتوحة الجانبين بالدجاج الساخن وتقدم مع المرق والخبز وهي أكثر أنواع الشطائر شيوعا.

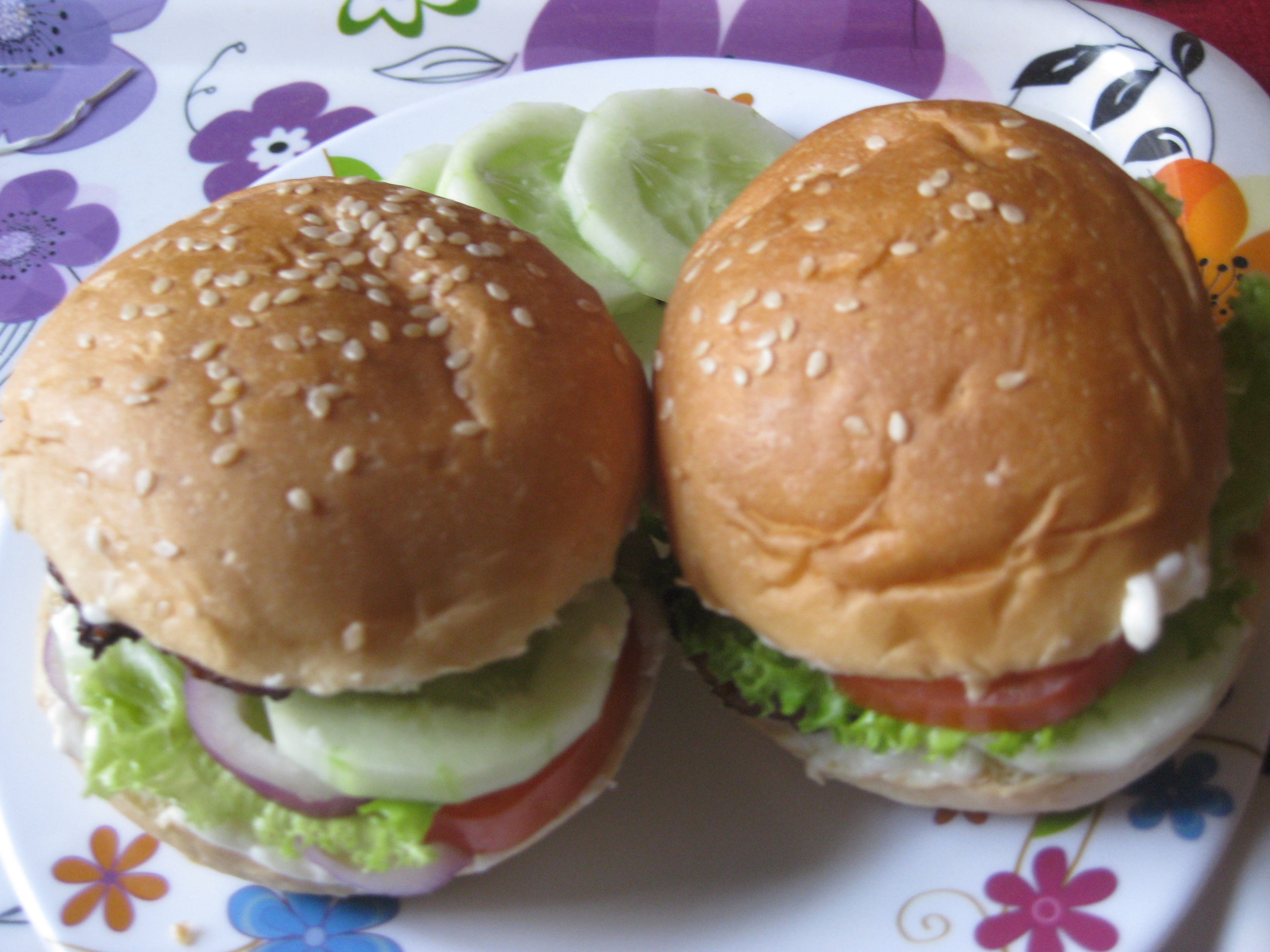
برجر الدجاج

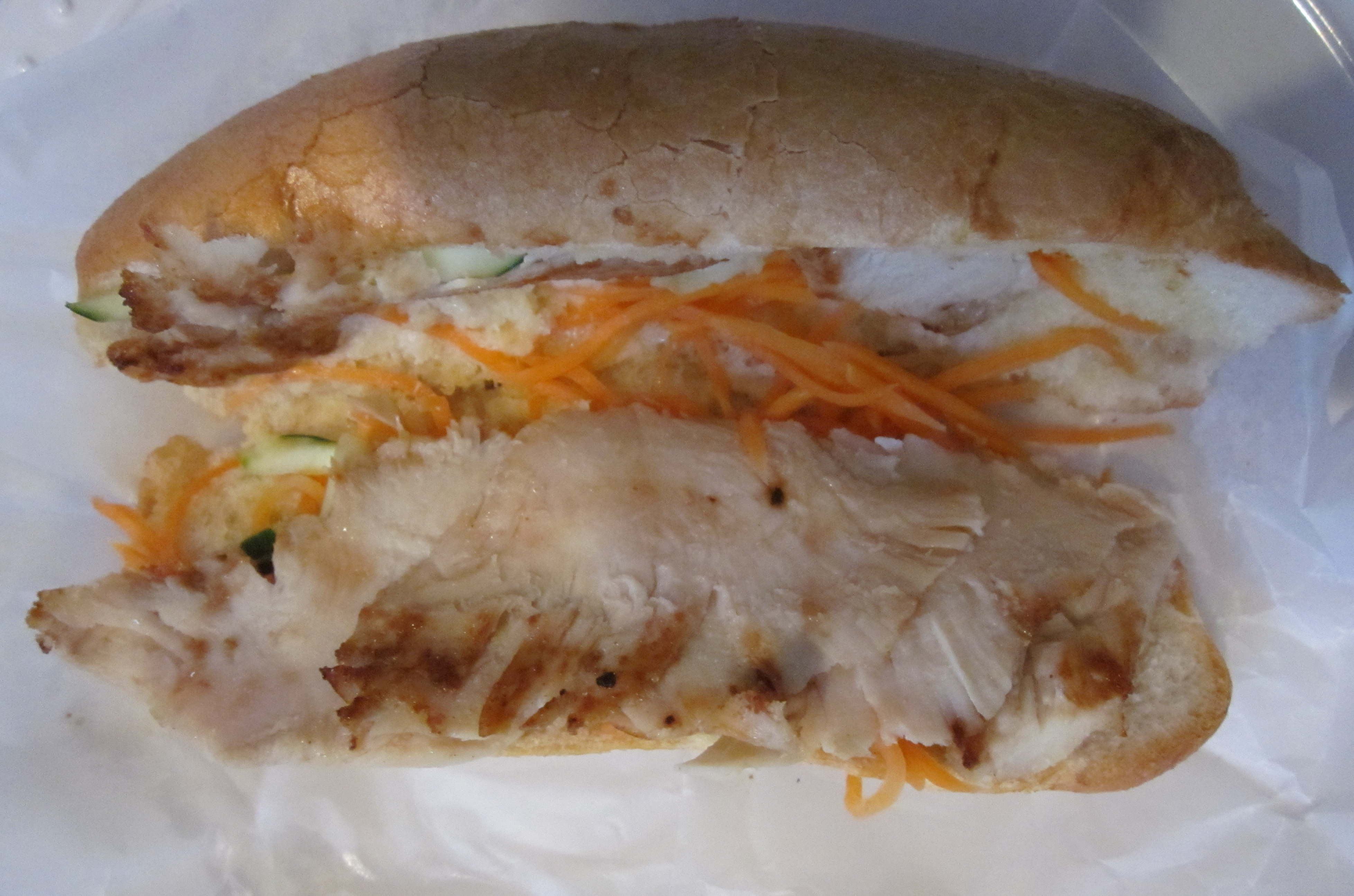
شطيرة صدر الدجاج

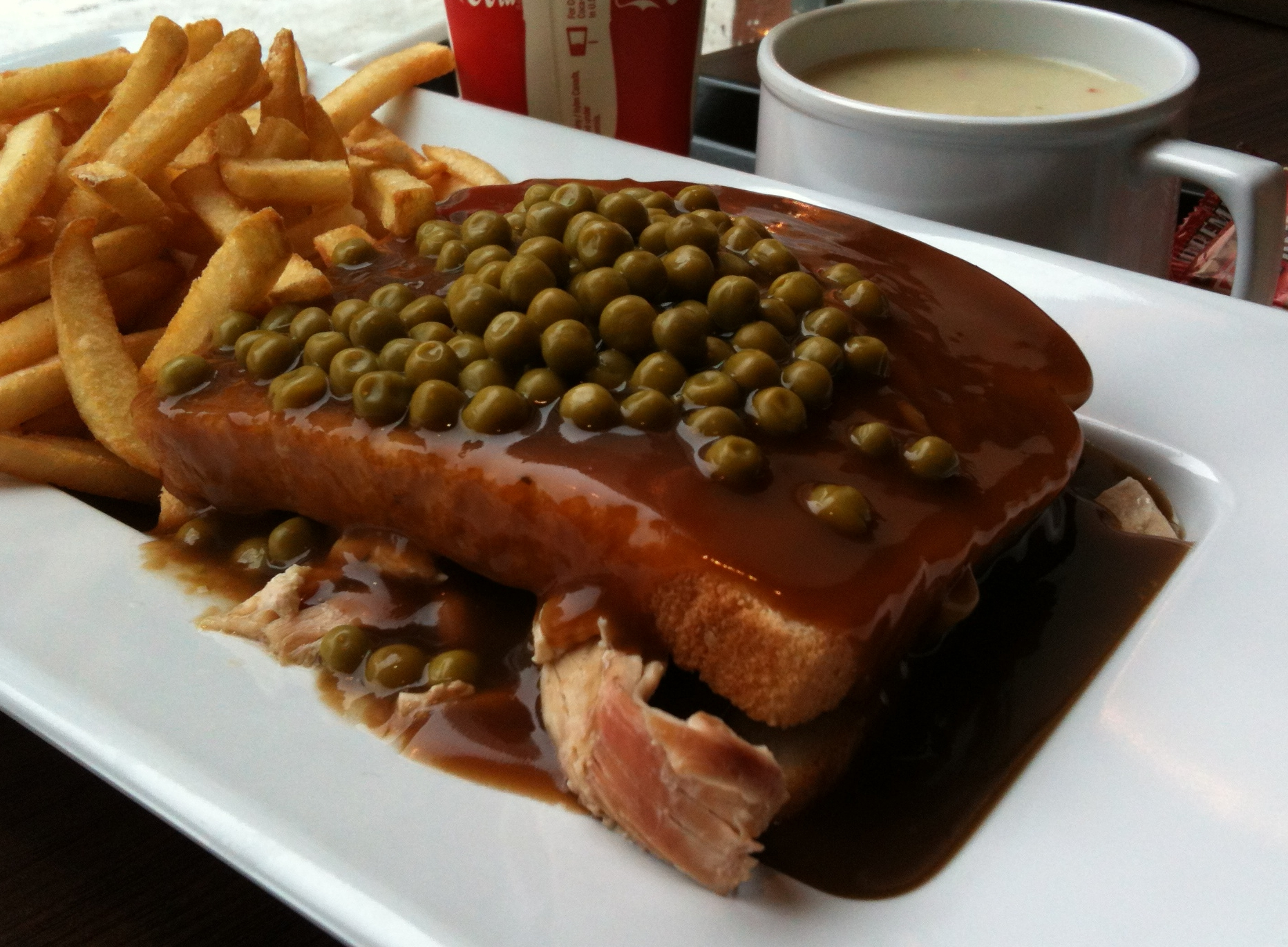
الشطيرة مفتوحة الجانبين بالدجاج و بالاضافة إلى الفاصوليا الخضراء يسمى هذا النوع في كندا بشطائر الدجاج الساخن.

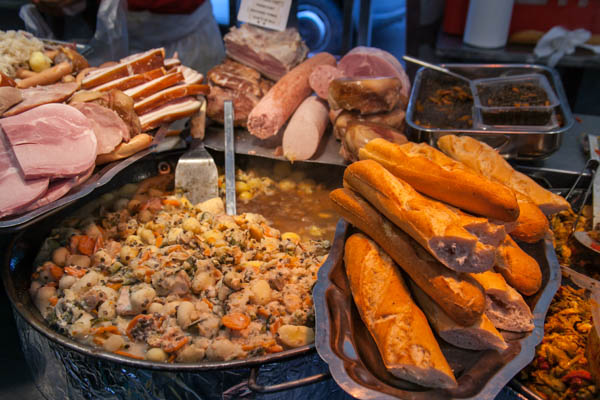
يستخدم الدجاج و رغيف الخبز الفرنسي لاعداد شطائر الدجاج.

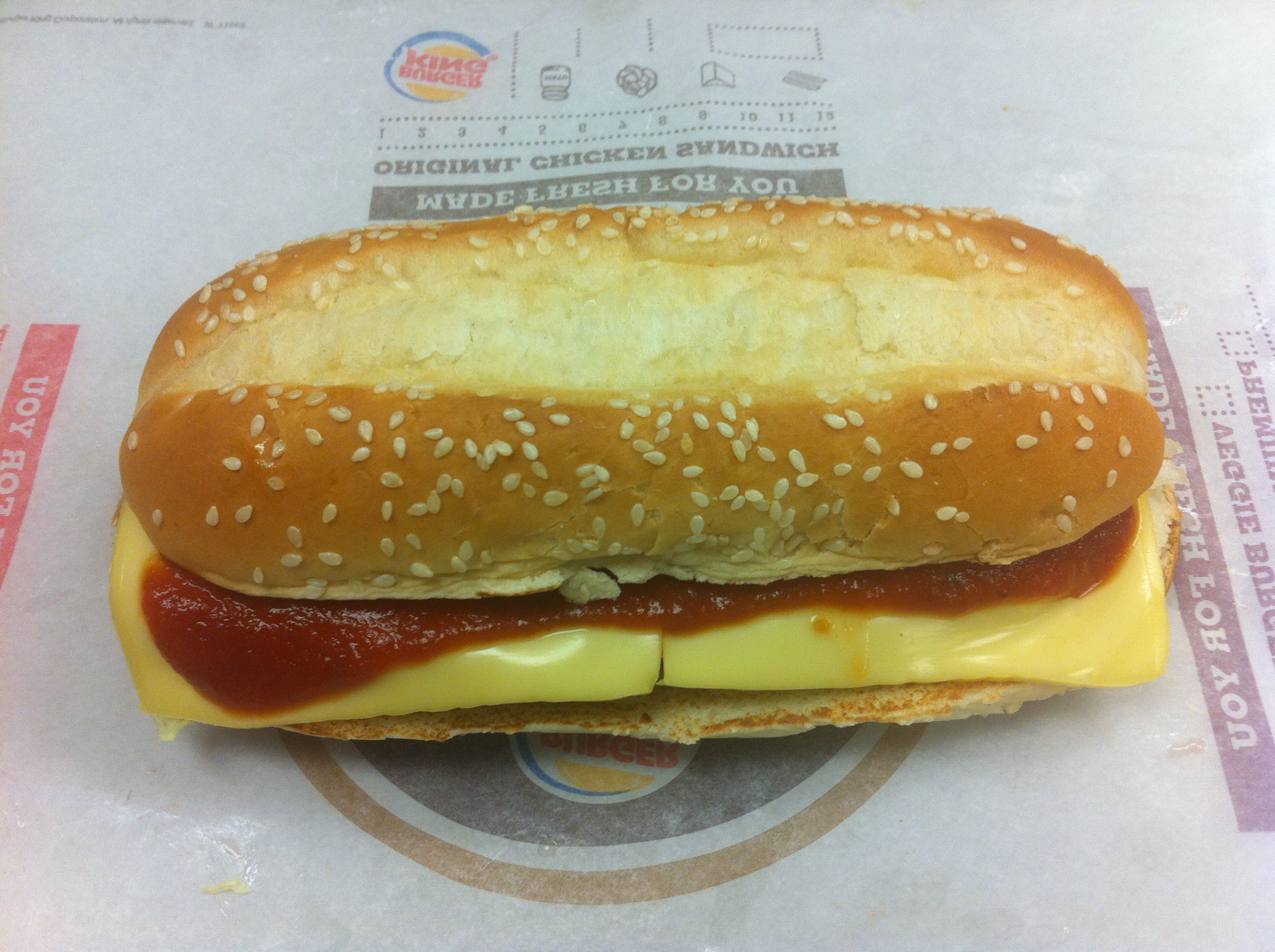
شطيرة الدجاج و جبن البارميجان الايطاليه من برجر كينق.

## التاريخ
ادعى تشيك فيل أ*(مطعم أمريكي للمأكولات السريعة) في عام 1940 بانه ابتكر شطيرة الدجاج. هذا الادعاء غير مؤكد، ولكن منتج تشيك فيل أ كان أول من ابتكر شطيرة الدجاج وقام بتقديمها لسلسلة من مطاعم المأكولات السريعة وقام أيضا بتقديم شطيرة الدجاج بالطراز الجنوبي (تقدم مع المخلل وقرص الخبز المطهو بالبخار) ووضعت في قائمة الطعام عام 1964 . تضمن ذلك بروز بائعين مثل: كنتاكي الدجاج المقلي وتشيك فيل أ وبوب ايز كتشن. ومع ذلك معظم سلسلة الماكولات السريعة تتضمن نوعا من شطيرة الدجاج.

## اقرأ أيضا
http://books.google.com/books?id=qTIEAAAAYAAJ&pg=PA82